# Mladomir Puriša Đorđević
Mladomir Puriša Đorđević, né le 6 mai 1924 à Čačak (royaume des Serbes, Croates et Slovènes) et mort le 23 novembre 2022 à Belgrade (Serbie), est un réalisateur et scénariste yougoslave puis serbe.

## Filmographie partielle
- 1965 : Devojka (sh)
- 1966 : San (sh)
- 1967 : La Matin (Jutro)